# Холи (Колорадо)
Холи (на английски: Holly) е град в окръг Прауърс, щата Колорадо, САЩ. Холи е с население от 1048 жители (2000) и обща площ от 2 km². Намира се на 1034 m надморска височина. ЗИП кодът му е 81047, а телефонният му код е 719.